# Кафедральний собор Івана Хрестителя в Ліоні
Собор Святого Івана Хрестителя в Ліоні (фр. Cathédrale Saint-Jean-Baptiste de Lyon) — головний храм Ліона, починаючи з XII століття. Розташований в кварталі Сен-Жан — середньовічній частині міста між пагорбом Фурв'єр і Соною, і є об'єктом Всесвітньої спадщини ЮНЕСКО.
Собор Сен-Жан є кафедральним собором архієпископа Ліона, що носить статус примаса. В соборі знаходиться астрономічний годинник XIV століття, один з найстаріших у світі.
Поряд із собором розташований «археологічний сад» (фр. jardin archéologique) із залишками двох інших церков XI століття (Св. Стефана і Святого Хреста), зруйнованих у роки Великої французької революції, — а також розкопки ранньохристиянського баптистерію IV століття.

## Історія

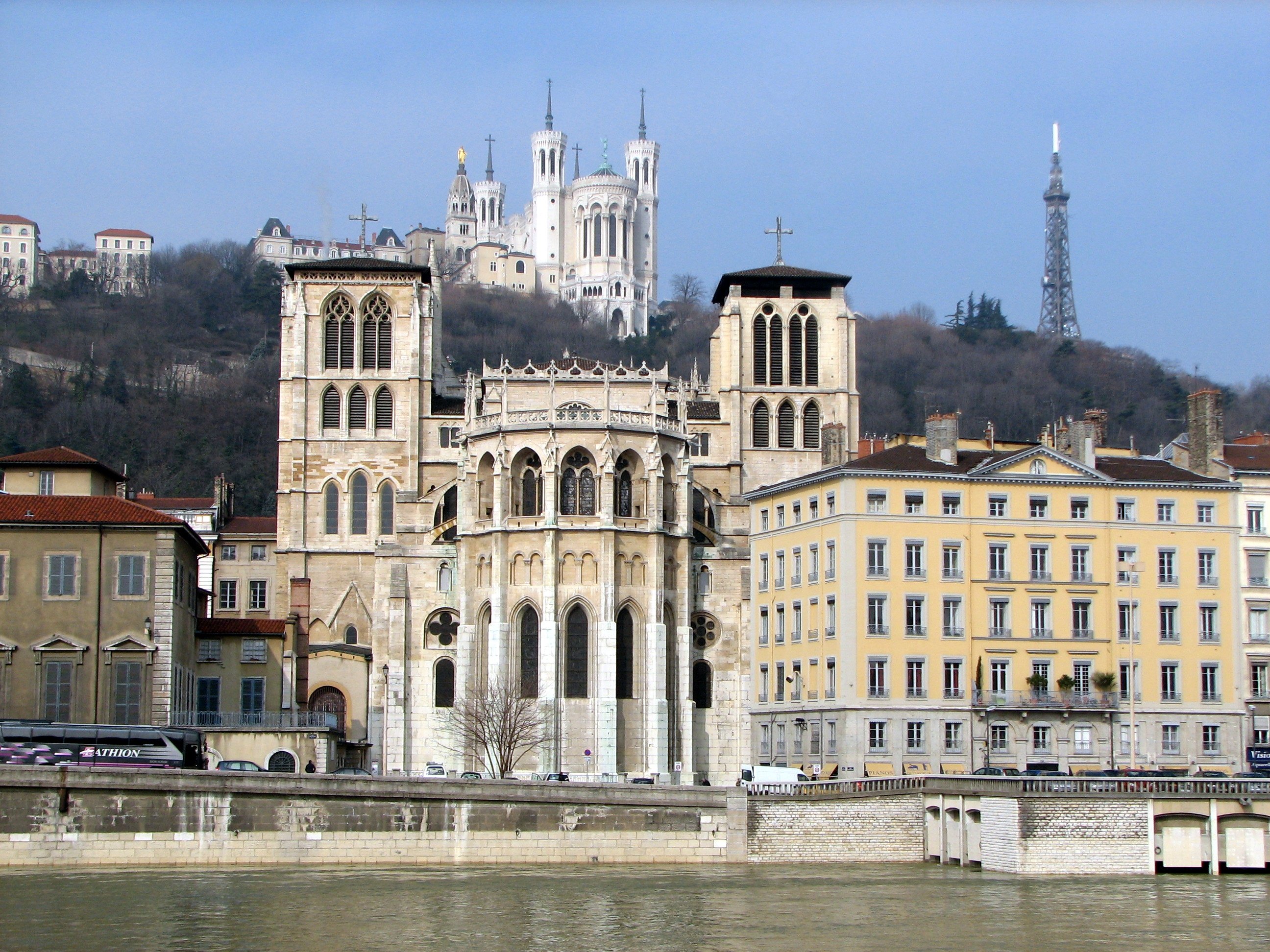
Вид на апсиду собору Сен-Жан з боку Сони. На задньому плані Базиліка Нотр-Дам-де-Фурв'єр та металева вежа Фурв'єр.

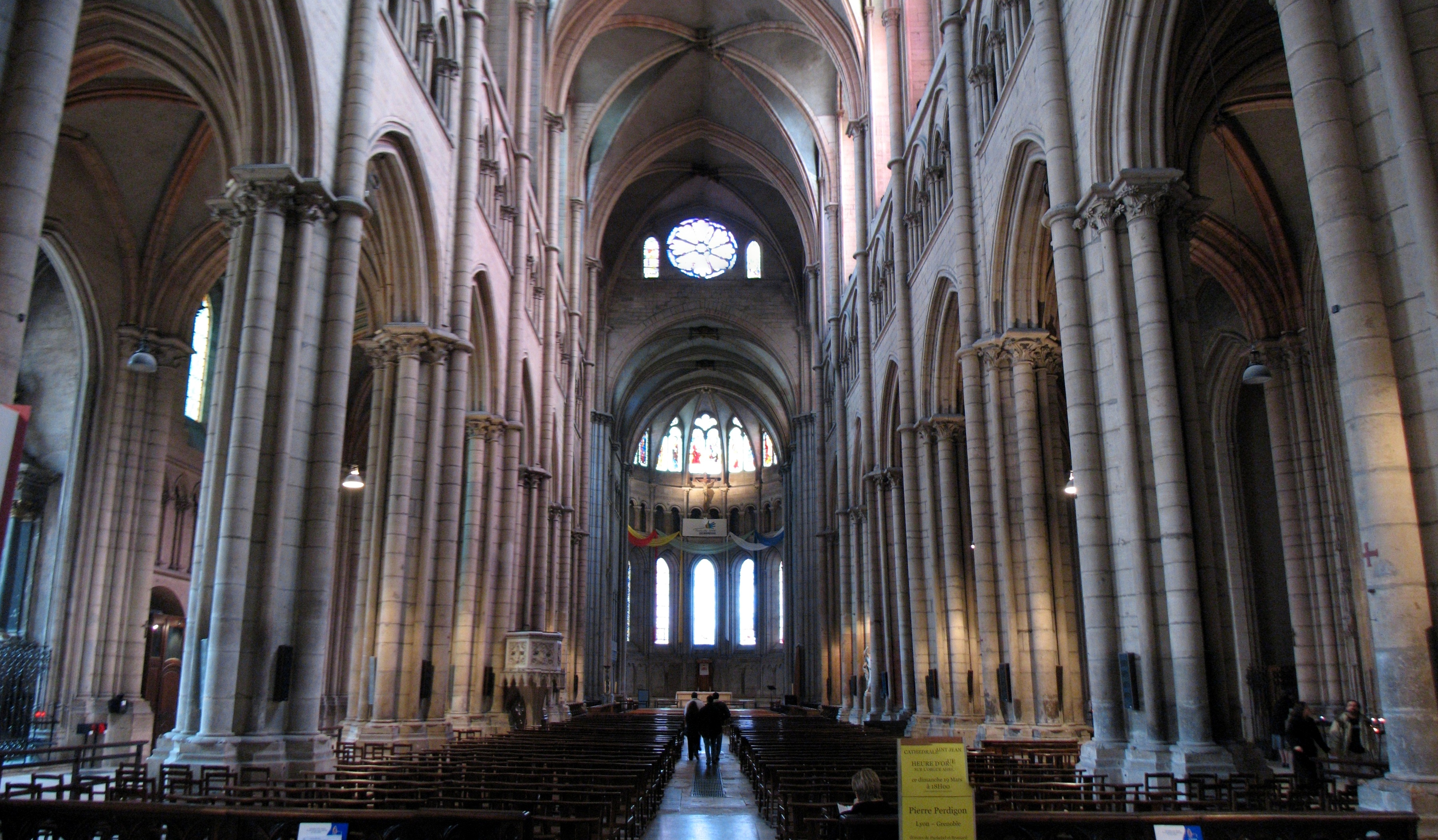
Інтер'єр.

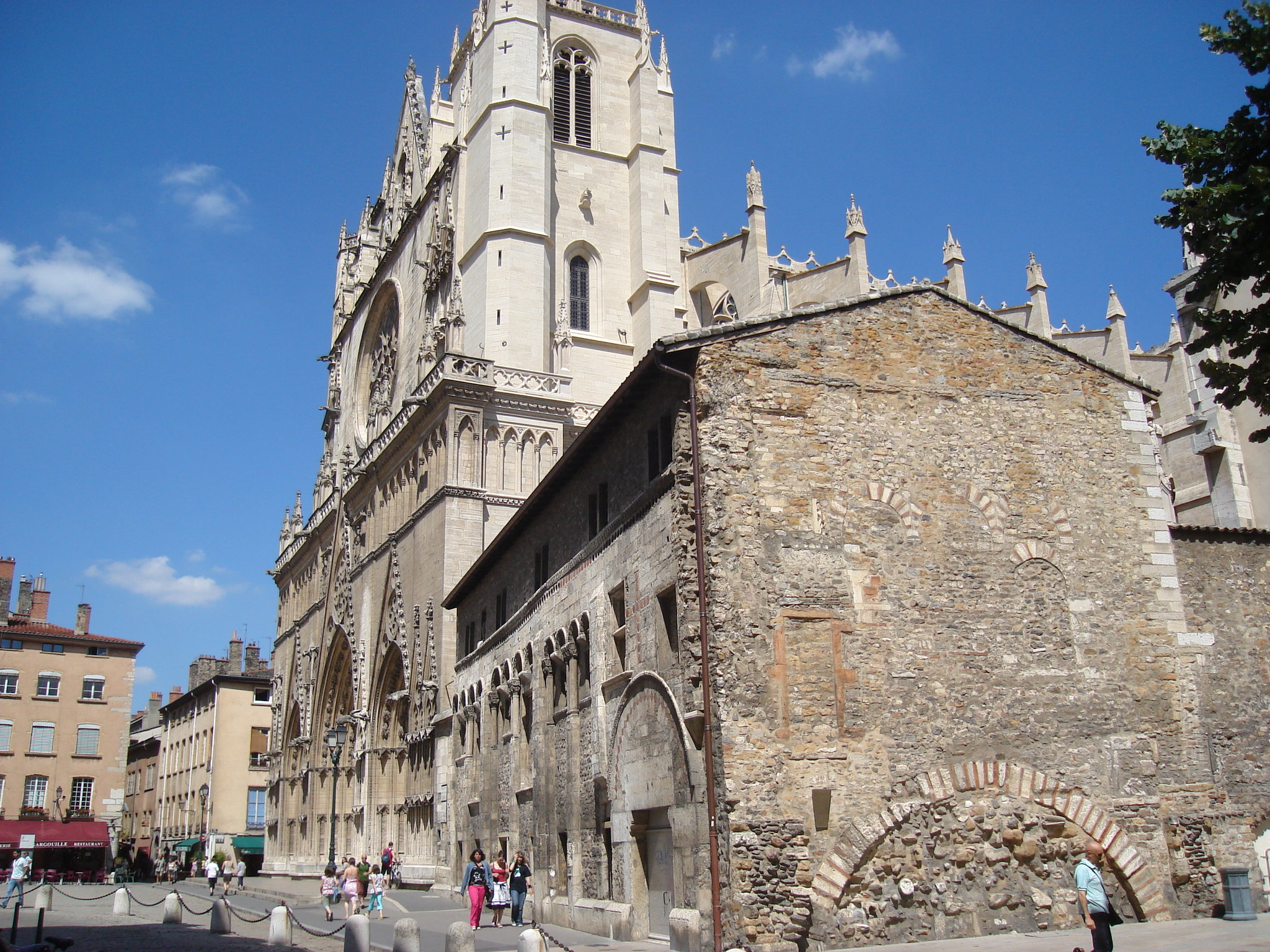
Будівля школи співу (манекантері) XI століття примикає до собору

### Будівництво
Будівництво почалося в XII столітті на місці давньої церкви епохи Меровінгів. Нижня частина апсиди зводилася з 1165 по 1180. Собор розширювався і добудовувався протягом кількох століть. Будівництво головного фасаду почалося в XIV столітті, а завершилося в 1481 році. Для нього використовувалися камені, що залишилися від зруйнованих у IX столітті давньоримських споруд, які знаходилися на цьому місці. Через тривалість будівництва, східна, найстаріша частина храму, звернена до Сони, що включає апсиду і хор, була виконана в романському стилі, а новіша східна, включаючи головний фасад, — в готичному.
Собор був спустошений гугенотами в 1562 році, пізніше відновлений.
У роки Великої французької революції був перебудований хор, собор зазнав революційного вандалізму.
В 1935 — 1936 роках хор був відновлений в тому вигляді, який він мав у XII столітті.
В 1982 році був відреставрований фасад, в 1986 — апсида.

### Важливі дати
- 1245 — в храмі проходить Перший Ліонський собор (він же тринадцятий Вселенський собор), скликаний папою Інокентієм IV, на якому основним питанням було скинення імператора Фрідріха II.
- 1274 — в храмі проходить Другий Ліонський собор (він же 14-й Вселенський собор для Католицької Церкви), скликаний папою Григорієм X в надії на об'єднання церков.
- 1316 — в храмі проходить коронація папи Івана XXII.
- Грудень 1600 — вінчання Генріха IV та Марії Медичі.
- 12 грудня 1622 — інтронізація Рішельє як кардинала.
- 5 жовтня 1986 — папа Іван-Павло II приймає в храмі сотні стражденних.

## Визначні пам'ятки

### Астрономічний годинник

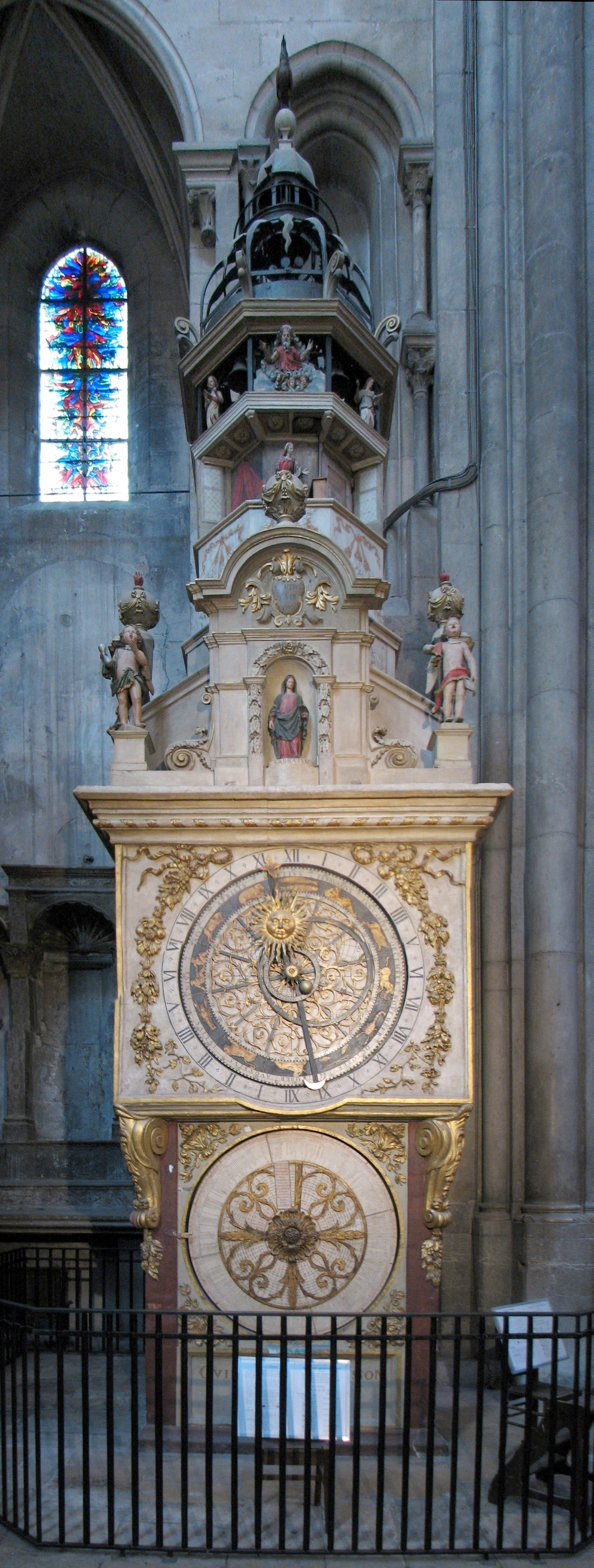
Астрономічний годинник

Діючий астрономічний годинник, що знаходяться в соборі, — найстаріший у Франції. Він веде свою історію з XIV століття. Після руйнування гугенотами, реставрувався з 1572 по 1600. Свого барокового вигляду він набув у 1655 році. У XVIII столітті на ньому з'явився хвилинний циферблат зі стрілкою. Незважаючи на багаторазові ремонти і переробки, годинник містить деякі залізні деталі, виплавлені в кінці XVI століття.
Показують години, хвилини, дату, положення Місяця та Сонця щодо Землі, а також схід найяскравіших зірок над Ліоном.
Чотири рази протягом дня (о 12, 14, 15 і 16 годині) лунає дзвін годинника, супроводжуваний рухом ляльок-автоматів, розташованих у верхній частині годинника, які зображують сценки на релігійні теми.

### Інші пам'ятки
- Вітражі, в тому числі вітражі XIII століття в апсиді.
- Будівля церковної школи співу XI століття, що примикає до фасаду собору (манекантері — фр. manécanterie), в ній знаходиться музей скарбниці.
- Капела Бурбонів XV століття, в якій похований кардинал Бурбон (1488).
- Статуя Івана Хрестителя роботи Блез (Blais) 1780.
- Орган 1841 року.